# 洛希極限
洛希極限（Roche limit）是一個天體对自身的引力与第二個天體对它造成的潮汐力相等时两个天体的距離。當两个天體的距離少於洛希極限，天體就會傾向碎散，繼而成為第二個天體的行星環。它以首位計算這個極限的人愛德華·洛希命名。
洛希極限常用于行星和环绕它的衛星。有些天然和人工的衛星，儘管它們在自身所環繞的星體的洛希極限內，卻不至于变成碎片，因為它們除了引力外，還受到其他的力影响。木衛十六和土衛十八便是其中的例子，它們和所環繞的星體的距離少於流體洛希極限。它們仍未成為碎片是因為有彈性，加上它們並非完全流體。在這個情況下，衛星表面的物件有可能被潮汐力扯離衛星，这要視乎物件在衛星表面哪部分──潮汐力在兩個天體中心之間的直線最強。
一些內部引力較弱的物體，例如彗星，可能在經過洛希極限內時化成碎片。蘇梅克－列維9號彗星就是典型的例子，它在1992年經過木星时解体为21个碎片，1994年7月16日20时15分开始与木星碰撞。
現時所知的行星環都在洛希極限之內，除了創神星。2023年, 首次發現創神星有行星環。其行星環的距離超過創神星半徑的七倍，是洛希極限的兩倍多距離。其形成原因尚未清楚。

## 洛希極限的計算方法
設洛希極限為{\displaystyle d}。
對於一個完全剛體、圓球形的衛星，假設其物質都是因為重力才合在一起的，且所環繞的行星亦是圓球形，並忽略其他因素如潮汐變形及自轉。
{\displaystyle d=R\left(2\times \;{\frac {\rho _{M}}{\rho _{m}}}\right)^{1/3}\approx 1.260R\left({\frac {\rho _{M}}{\rho _{m}}}\right)^{1/3}}
其中{\displaystyle R}是衛星所環繞的星體的半徑，{\displaystyle \rho _{M}}是該星體的密度，{\displaystyle \rho _{m}}是衛星的密度。
對於是流體的衛星，潮汐力會拉長它，令它變得更易碎裂。
{\displaystyle d\approx 2.423R\left({\frac {\rho _{M}}{\rho _{m}}}\right)^{1/3}}
由於有黏度、摩擦力、化學键等影響，大部分衛星都不是完全流體或剛體，其洛希極限都在這兩個界限之間。
如果一個剛體衛星的密度是所環繞的星體的密度兩倍以上（例如一個巨大的氣體行星跟剛體衛星；對於流體衛星來說，則要約14.2倍以上)，{\displaystyle d<R}，洛希極限會在所環繞的星體之內，即是說這個衛星永遠都不會因為所環繞的星體的引力而碎裂。

### 公式的導出
假設除了引力之外沒有其他力，且衛星和所環繞的行星的形狀是圓球。
考慮衛星表面的最接近行星的細質量{\displaystyle u}，有兩股力作用在{\displaystyle u}上：衛星的引力和行星的引力。基於衛星在行星引力場內自由降落，潮汐力不過是行星引力同義詞。
設{\displaystyle F_{G}}為衛星作用在{\displaystyle u}上的引力，根據牛頓引力定律，{\displaystyle F_{G}={\frac {Gmu}{r^{2}}}}。
設{\displaystyle d}為衛星和行星中心的距離，{\displaystyle R}為行星半徑，{\displaystyle F_{T}}為行星作用在{\displaystyle u}上的潮汐力，
{\displaystyle F_{T}={\frac {2GMur}{d^{3}}}}。
若衛星剛好在洛希極限，{\displaystyle F_{G}=F_{T}}，即
{\displaystyle {\frac {Gmu}{r^{2}}}={\frac {2GMur}{d^{3}}}}。
由此即可計出 {\displaystyle d=r(2M/m)^{1/3}}。
不想衛星半徑出現在公式中，便將其半徑以密度等變數寫出。
行星的質量可寫成：
{\displaystyle M=4\pi \rho _{M}R^{3}/3}
衛星的質量可寫成：
{\displaystyle m=4\pi \rho _{m}r^{3}/3}
代入上面的洛希極限的公式，得
{\displaystyle d=r\left({\frac {2\rho _{M}R^{3}}{\rho _{m}r^{3}}}\right)^{1/3}}
簡化成：
{\displaystyle d=R\left(2\;{\frac {\rho _{M}}{\rho _{m}}}\right)^{1/3}}

### 流體的洛希極限公式
洛希給出的基於流體洛希極限的公式是：
{\displaystyle d\approx 2.44R\left({\frac {\rho _{M}}{\rho _{m}}}\right)^{1/3}}
更精確的公式是：
{\displaystyle d\approx 2.423R\left({\frac {\rho _{M}}{\rho _{m}}}\right)^{1/3}\left({\frac {(1+{\frac {m}{3M}})+{\frac {c}{3R}}(1+{\frac {m}{M}})}{1-c/R}}\right)^{1/3}}
{\displaystyle c/R}是行星的扁度。
公式的推導過程較複雜，此處不予給出。

## 洛希极限的例子
以太陽系內的星體為例：
| 天體 | 平均密度（kg/m3） | 赤道半徑（m） |
| ---- | ----------------- | ------------- |
| 太陽 | 1,400             | 695,000,000   |
| 木星 | 1,330             | 71,500,000    |
| 地球 | 5,515             | 6,376,500     |
| 月球 | 3,340             | 1,737,400     |

彗星的平均密度是500公斤/m3
使用以上數據，計算流體及剛體洛希極限。R表示它們和被繞行星體赤道半徑之比。
| －   | 衛星 | 剛體洛希極限  | 剛體洛希極限 | 流體洛希極限  | 流體洛希極限 |
| －   | 衛星 | 距離（米）    | R            | 距離（米）    | R            |
| ---- | ---- | ------------- | ------------ | ------------- | ------------ |
| 地球 | 月球 | 9,495,665     | 1.49         | 18,261,459    | 2.86         |
| 地球 | 彗星 | 17,883,432    | 2.80         | 34,392,279    | 5.39         |
| 太陽 | 地球 | 554,441,389   | 0.80         | 1,066,266,402 | 1.53         |
| 太陽 | 木星 | 890,745,427   | 1.28         | 1,713,024,931 | 2.46         |
| 太陽 | 月球 | 655,322,872   | 0.94         | 1,260,275,253 | 1.81         |
| 太陽 | 彗星 | 1,234,186,562 | 1.78         | 2,373,509,071 | 3.42         |

太陽系的行星和其衛星之間的真實洛希極限和計算洛希極限如下表所示：
| －     | 衛星     | 軌道半徑：洛希極限 | 軌道半徑：洛希極限 |
| －     | 衛星     | 剛體               | 流體               |
| ------ | -------- | ------------------ | ------------------ |
| 太陽   | 水星     | 104:1              | 54:1               |
| 地球   | 月球     | 41:1               | 21:1               |
| 火星   | 火衛一   | 172%               | 89%                |
| 火星   | 火衛二   | 451%               | 233%               |
| 木星   | 木衛十六 | 186%               | 93%                |
| 木星   | 木衛十五 | 220%               | 110%               |
| 木星   | 木衛五   | 228%               | 114%               |
| 木星   | 木衛十四 | 260%               | 129%               |
| 土星   | 土衛十八 | 174%               | 85%                |
| 土星   | 土衛十五 | 182%               | 89%                |
| 土星   | 土衛十六 | 185%               | 90%                |
| 土星   | 土衛十七 | 185%               | 90%                |
| 土星   | 土衛十一 | 198%               | 97%                |
| 天王星 | 天衛六   | 155%               | 79%                |
| 天王星 | 天衛七   | 167%               | 86%                |
| 天王星 | 天衛八   | 184%               | 94%                |
| 天王星 | 天衛九   | 192%               | 99%                |
| 海王星 | 海衛三   | 140%               | 72%                |
| 海王星 | 海衛四   | 149%               | 77%                |
| 海王星 | 海衛五   | 153%               | 78%                |
| 海王星 | 海衛六   | 184%               | 95%                |
| 海王星 | 海衛七   | 220%               | 113%               |

## 外部連結
- 詳細的導出計算洛希極限的教學 （页面存档备份，存于）